# Ils étaient quatre frères
Pour plus de détails, voir Fiche technique et Distribution.
Ils étaient quatre frères (Blaze of Noon) est un film américain en noir et blanc réalisé par John Farrow, sorti en 1947.

## Fiche technique
- Titre : Ils étaient quatre frères
- Titre original : Blaze of Noon
- Réalisation : John Farrow
- Scénario : Frank Wead et Arthur Sheekman d'après le roman d'Ernest K. Gann
- Costumes : Edith Head
- Photographie : William C. Mellor
- Musique : Adolph Deutsch
- Société de production : Paramount Pictures
- Pays de production : États-Unis
- Format : noir et blanc - 35 mm - 1,37:1 - Mono
- Genre : drame
- Durée : 91 min
- Dates de sortie :
  - États-Unis : 4 mars 1947
  - France : 14 avril 1950

## Distribution
- Anne Baxter : Lucille Stewart
- William Holden : Colin McDonald
- Sonny Tufts : Roland McDonald
- William Bendix : Porkie Scott
- Sterling Hayden : Tad McDonald
- Howard Da Silva : Mike Gafferty
- Johnny Sands : Keith McDonald
- Jean Wallace : Poppy
- Edith King : Mme Murphy
- Lloyd Corrigan : Reverend Polly
- Dick Hogan : Sydney
- Will Wright : Mr Thomas
- Parmi les acteurs non crédités :
- Don Beddoe : Mr Fell
- Stanley Andrews : Barman
- Billy Curtis : Midget Barker
- Lester Dorr : Sam
- Franklyn Farnum : Church Deacon
- Frank Ferguson : Cash Jones
- Margaret Field : infirmière
- William Haade : l'homme dans le speakeasy
- Bob Kortman : un fermier
- James Burke : un fermier
- Lee Phelps : un ingénieur
- Earle Hodgins
- Julia Faye